# Plebańskie (Białoruś)
Plebańskie (biał. Плябанскія; ros. Плебанские) – wieś na Białorusi, w obwodzie grodzieńskim, w rejonie grodzieńskim, w sielsowiecie Sopoćkinie, nad Niemnem.
W dwudziestoleciu międzywojennym wieś leżała w Polsce, w województwie białostockim, w powiecie augustowskim.